# Aguinaldo (Ifugao)
Aguinaldo (Bayan ng Aguinaldo) es un municipio filipino de cuarta categoría perteneciente a la provincia de Ifugao en la Región Administrativa de La Cordillera, también denominada Región CAR.

## Geografía
Tiene una extensión superficial de 538.05 km² y según el censo del 2007, contaba con una población de 17.231 habitantes y 3.341 hogares; 18.610 habitantes el día primero de mayo de 2010

### Barangayes
Aguinaldo se divide, a los efectos administrativos. en 16 barangayes o barrios, todos de carácter rural.
| - Awayan - Bunhian - Butac - Chalalo | - Damag - Galonogon - Halag - Itab | - Jacmal - Majlong - Mongayang - Posnaan | - Ta-ang - Talite - Ubao - Buwag |

## Historia
Agunialdo lleva el nombre del primer presidente de Filipinas, Emilio Aguinaldo. Segregado del municipio de Alfonso Lista que antes formaba parte de Mayoyao